# Halifax (Regno Unito)
Halifax è una località di 82 056 abitanti della contea del West Yorkshire, in Inghilterra, attualmente inclusa nella più ampia Calderdale.

## Etimologia
Il nome della città fu registrato intorno al 1091 come Halyfax, dall'Antico inglese halh-gefeaxe, con il significato di "area d'erba grossa nell'angolo di terra".
Questa spiegazione è preferita a derivazioni dall'antico inglese halig ("santo"), in hālig feax o "holy hair" (capelli sacri) proposte nel XVI secolo.
L'interpretazione scorretta diede adito a 2 leggende: una concernente un cameriere ucciso da un sacerdote lussurioso
Un'altra spiegazione è la corruzione dell'antico inglese "hay" e "ley", una radura o un prato. Questa etimologia è basata su Haley Hill, il borgo nelle vicinanze di Healey  (un'altra corruzione) e l'occorrenza comune di cognomi:  Hayley/Haley intorno ad Halifax La derivazione erronea da halig è data dall'etnico "Haligonian", che di recente formazione e non d'uso universale.

## Cultura

### Teatro

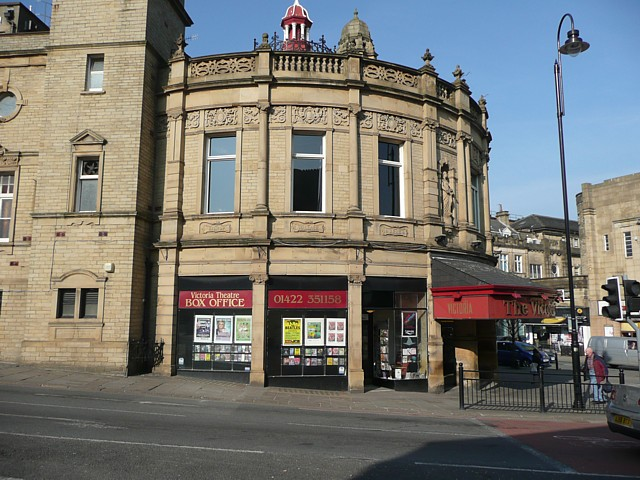
Victoria Theatre di Halifax
La foto presenta l'entrata sulla Fountain Street. Tutto intorno al teatro, nomi di compositori: qui c'è quello di Henry Rowley Bishop, autore della canzone Home! Sweet Home!, di William Vincent Wallace, compositore operistico e Thomas Augustine Arne: dal suo masque Alfred, è derivato il canto patriottico Rule, Britannia!

Halifax e, in particolare il Victoria Theatre (originariamente Victoria Hall) ospita la società corale amatoriale ancora in attività più antica del paese e forse del mondo. La Halifax Choral Society è stata fondata nel 1817 e ha continuato a produrre spettacoli nel corso di tutti questi anni. Al Victoria Theatre si trova un grande organo da concerto: fu costruito dalla ditta William Hill & Sons e venne inaugurato nel 1901. Nel 1960, quando la sala è stata trasformata in teatro, l'organo è stato riposizionato dietro il palcoscenico. Ormai viene suonato molto di rado. Ancora in ottimo stato, lo usa soprattutto la società corale per i suoi concerti.

### Architettura

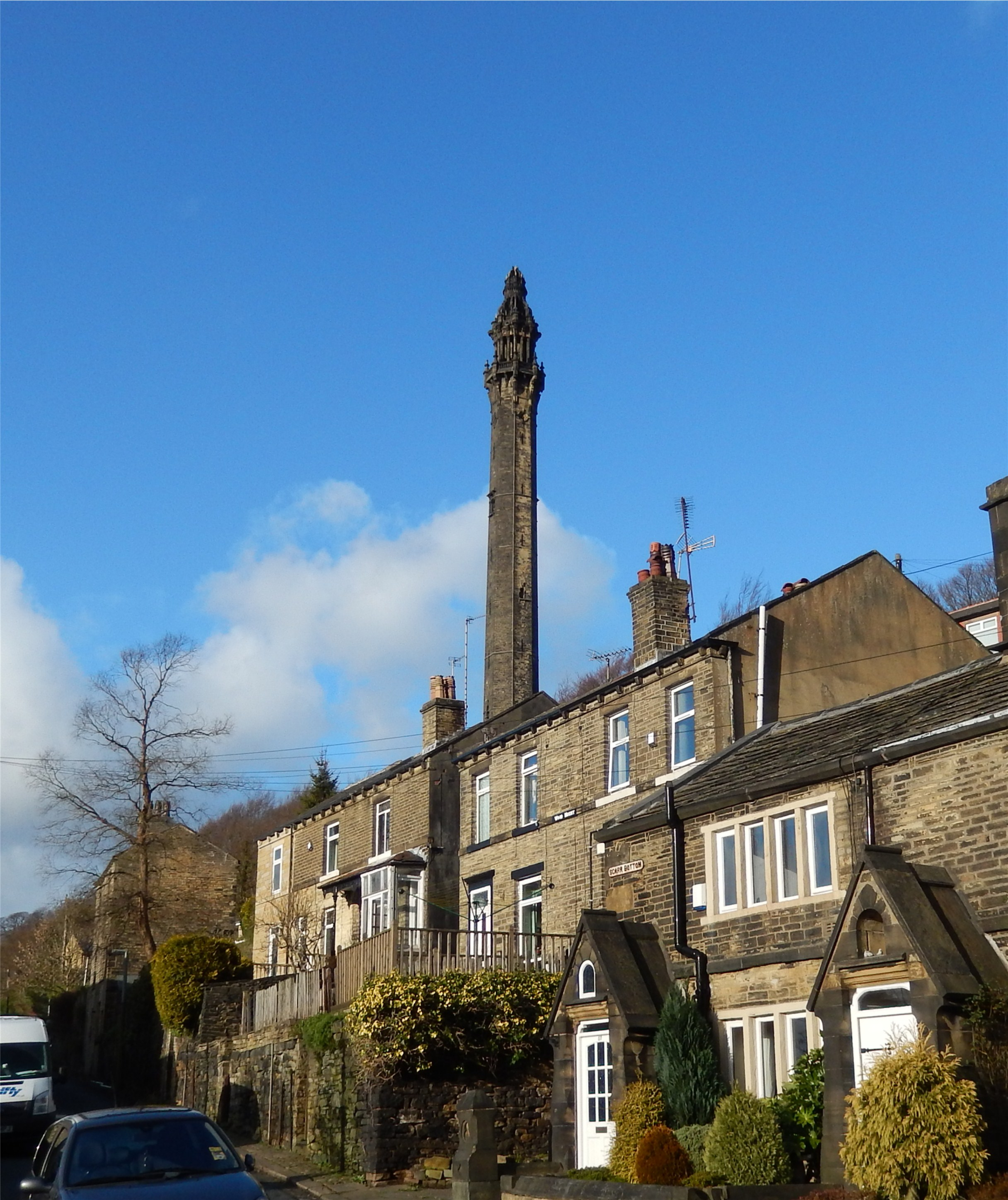
La Wainhouse Tower che svetta su Halifax

Ad Halifax è sita la Wainhouse Tower, il più alto capriccio architettonico del mondo coi suoi 84 metri di altezza. Costruita negli anni 1870, è una delle principali attrattive della città.

## Economia
Nell'anno 1899, John Mackintosh fondò una fabbrica di caramelle nella città. Le caramelle di Mackintosh diventarono popolari e, nel 1936, Mackintosh ha introdotto una selezione di cioccolate e caramelle chiamata Quality Street, dal nome della commedia di James Matthew Barrie, che divenne famosa. Quality Street è ancora fabbricata in Halifax, ma Mackintosh è stato comprato da Nestlé nel 1988.
Halifax è anche l'ufficio centrale della Halifax Bank, una banca britannica maggiore e oggi una divisione della Bank of Scotland.

## Amministrazione

### Gemellaggi
- Aquisgrana